# José María Martínez-Hidalgo y Terán
José María Martínez-Hidalgo y Terán (Sama de Langreo, 11 de diciembre de 1913 - Barcelona, 7 de febrero de 2005) fue un marino español. Empezó su carrera en la marina mercante, se convirtió más tarde en oficial de la Armada Española y finalmente, en 1958, fue nombrado director del Museo Marítimo de Barcelona, puesto que ejerció hasta su jubilación en 1983.

## Biografía y recorrido profesional
Tanto como director del Museo Marítimo de Barcelona como colaborador personal, José María Martínez-Hidalgo recopiló durante diez años toda la documentación que pudo reunir sobre la galera Real, publicándola en su libro Lepanto: la batalla, la galera "Real", recuerdos, reliquias y trofeos. Gracias a todos estos datos el Museo Marítimo de Barcelona empezó la construcción de una réplica en 1965, siendo terminada en 1971, justo para el cuarto centenario de la construcción del buque original. La galera Real original, también en su tiempo construida en las mismas atarazanas donde se halla el museo, había sido la nave capitana de Don Juan de Austria de la Liga Santa contra los turcos en la batalla de Lepanto en el golfo de Corinto en 1571.
En los años 1975-1978 Martínez-Hidalgo asistió al traspaso de titularidad del Museo Marítimo de Barcelona con la llegada de la democracia (más tarde, en 1993, se constituiría el «Consorcio de las Dársenas Reales y Museo Marítimo de Barcelona»).
En 1983, subvencionado por la Armada Española con el Instituto de Historia Naval y Cultura de España, Martínez-Hidalgo se dedicó al estudio de las tres famosas carabelas de Colón. Este estudio se utilizó como base para el proyecto de construcción de las réplicas exactas de la Santa María, La Pinta y la Niña, las tres naves de Colón.
Colaboró así mismo con Javier Pastor Quijada en Evocaciones sobre la Coca de Mataró. A su muerte cedió su biblioteca particular al CNAM.

## Obra[8]
- Columbus ships (Martínez-Hidalgo, JM - Libro) -5 ediciones publicadas en 1966 en inglés
- Las naves del descubrimiento y sus hombres (Martínez-Hidalgo, JM - Libro) -8 ediciones[9] publicadas entre 1991 y 1992 en castellano
- Detalles de construcción y operación de Colón, los barcos en la década de 1490 y de las reconstrucciones de 19 y siglo XX, de estos barcos constituyen los temas principales de este estudio especializado a partir de la lectura extensiva de las fuentes disponibles, pero sin notas pie de página. - Handbook of Latin American Studies, v. 58.
- Enciclopedia general del mar (9 volúmenes) -13 ediciones publicadas entre 1957 y 1992 en castellano
- Diccionario náutico: con equivalencias en inglés y francés (Martínez-Hidalgo, JM - Libro) -5 ediciones publicadas entre 1977 y 2002 en castellano y en inglés
- Vocabulario marítimo catalán-castellano/castellano-catalán (Martínez-Hidalgo, JM - Libro) -5 ediciones publicadas en 1984 en catalán y castellano
- Las naves de Colón (Martínez-Hidalgo, JM - Libro) -5 ediciones publicadas en 1969 en castellano
- Lepanto: la batalla, la galera "Real", recuerdos, reliquias y trofeos (Barcelona, Casa Provincial de Caridad, Martínez-Hidalgo, JM - Libro) -2 ediciones publicadas en 1971 en castellano
- El Museo Marítimo de la Diputación de Barcelona (Martínez-Hidalgo, JM - Libro) -2 ediciones publicadas en 1985 en castellano
- Historia y leyenda de la aguja magnética, contribución de los españoles al progreso de la náutica (Martínez-Hidalgo, JM - Libro) -2 ediciones publicadas en 1946 en castellano
- Catálogo general del Museo Marítimo de 1965, por el Museo Marítimo de la Diputación de Barcelona (Libro) -2 ediciones publicadas en 1965 en castellano